# Safareig municipal (Roses)
Safareig municipal és una obra del municipi de Roses (Alt Empordà) inclosa en l'Inventari del Patrimoni Arquitectònic de Catalunya.

## Descripció
Safareig públic situat a la cruïlla dels carrers Puig Rom i d'en Mairó, al costat dret de la riera Ginjolers o de la rambla que la cobreix.
Edifici aïllat de planta rectangular, d'uns 90 m². L'estructura hidrològica consta d'una gran pica central rectangular, sense coberta, i de tres petites alineades contra la paret sud-oest, que servien per esbandir-hi la roba. L'espai circulatori al voltant de la pica està cobert amb teulada a una vessant, a la catalana, col·locant sobre l'embigat de fusta un enllatat de través, damunt el qual es forma una solera per a posar-hi teules damunt. Els punts de suport de l'embigat se situen a les parets perimetrals, pilars adossats de secció quadrangular disposats equidistantment, i sis pilars exempts situats al voltant del safareig pels dos extrems. L'entramat de llates es fixa per mitjà de tascons clavats a les bigues. Les dues portes originals del safareig estan tapiades: una s'obre del cantó de la riera i l'altre al carrer d'en Mairó. Al voltant de la pica central es conserva la superfície en pendent, utilitzada per a rentar, així com el canaló que recollia l'aigua durant el procés. Al voltant hi ha una franja de paviment fet amb rajoles. Encara es conserva in situ l'únic tap de la pica principal. Les tres piques laterals estan parcialment desmuntades.

## Història
Aquest safareig va estar en ús fins a finals dels anys 60, encara que per aquestes dates ja era poc utilitzat pels rosencs. Aquest romania tancat per les nits i era obert a primera hora del matí per una veïna que s'encarregava de guardar les claus. Antigament el safareig es nodria de l'aigua procedent de Can Ponach. Sembla que existia un altre safareig al poble, vora mar.
Les fonts orals documenten que abans de l'existència del safareig, la roba es rentava a la riera i s'estenia als marges sobre els matolls.
Davant de la transformació urbanística que pateix el centre del poble amb el cobriment de la riera Ginjolers i altres intervencions, el safareig esdevé un recordatori de l'antic paisatge urbà i, sobretot un element de gran valor etnològic. Actualment resta tancat al públic i està patint un procés de degradació.